# 屯門色魔
屯門色魔（1971年1月27日—），本名林國偉，在1992年4月至1993年8月曾多次在香港屯門犯下強暴、搶劫和謀殺罪行，震驚香港社會，一度使居住在屯門區的女士人心惶惶。後來香港警方在屯門加強巡邏，逼使其遷到土瓜灣，並在該區犯案。1993年他在犯案後邀受害人約會，受害人報警並在警方保護下赴約，林國偉當場被捕。後來證實被其侵犯的女子多達13人，當中3人被殺。林國偉最後被判終身監禁。
在香港連環殺手個案中，「屯門色魔」是繼「雨夜屠夫」林過雲後最廣為人知的一人，兩人因而被合稱為「雙林」。

## 案件
1992年4月24日凌晨3時許，當時僅21歲、住在屯門大興邨的林國偉，在屯門公路上喝著啤酒駕車，此時一輛的士在他車旁掠過，的士內一名夜歸少女長髮披肩，他被捕後曾描述，該女士的容貌與她前女友相像。他於是開車緊隨的士，直至少女在屯門友愛邨愛明樓下車。年僅19歲的少女在電梯大堂等候電梯，林國偉藏匿在暗角，待電梯到步後，他一個箭步撲出，閃身進入電梯之中，強勁勒緊少女頸項，把她硬扯出電梯，於後樓梯性侵犯她，並搶走她的手袋及金飾。這是林國偉首宗案件。　
1992年6月26日，一名32歲夜總會女侍應凌晨4時半下班後，乘的士回到屯門建生邨時，成為他第二個獵物。
1992年8月22日，他在凌晨4時許於屯門新和里將一名39歲女子扼頸，拖入草叢強姦。
上述3名受害女子均即時報案，令警方得到了林國偉的精液樣本，惟受害人在混亂中未能認清兇者面貌，只得一些模糊的印象，如身材、髮型、口音等，令警方苦無對策。
1992年12月，他先後再在屯門區出沒犯案。該月4日，大興邨興平樓一名女子深夜回家時，突然被人從後勒頸扼暈，甦醒後方發現被人性侵犯及洗劫一空，翌日與親友報警。同月28日凌晨4時許，另一名女子與丈夫唱卡拉OK，丈夫因上早班先行離去，結果她回家時不幸在友愛邨愛德樓梯間被強暴。
1993年2月24日凌晨四時許，林國偉再次出沒，對象是一名50歲的家庭主婦，她當晚與朋友打麻将後，獨自回到友愛邨愛信樓，被林國偉扼頸拖至梯間。這回他用力過度，將對方勒死，他未有碰過受害人，可是在她身上射精，並劫去受害人的手袋。
1993年4月14日，一名22歲的士高唱片騎師深夜回到大興邨興盛樓的住所，也被他先殺害再射精，唯沒有被強姦。兩名受害人的財物，同被林所奪去。
在調查進行得如火如荼之際，林國偉因為風聲太緊，搬到紅磡區姊姊家中暫避，因住所鄰近土瓜灣益豐大廈，1993年5月24日凌晨4時，強姦23歲卡拉OK公關劉小敏，他事後竟意圖與對方「做朋友」，受女受害人掌摑，林國偉將她勒死。
又於1993年7月11日，在下鄉道姦劫31歲卡拉OK公關。
1993年8月5日，他看中了另一名21歲少女，在同區的美景街將她強姦後，迫對方交出電話號碼。事主當晚回家後將事件告知兄長，在其陪同下往警署報案, 並告知警方將與疑犯於翌日晚上前往黃埔UA戲院看電影，警方於是派出多名探員在戲院埋伏，在兩人相會時拘捕疑犯，後經精液的DNA鑑證，證實他正是為禍1年4個月的「屯門色魔」，先後在友愛邨愛明樓、建生邨、屯門新和里、大興邨興平樓、友愛邨愛德樓、友愛邨愛信樓、大興邨興盛樓、土瓜灣益豐大廈、紅磡下鄉道及美景街，強姦及姦劫9女子，殺害當中3人。

## 調查
連續多宗強姦案在屯門發生，引起當時市內居民大為恐慌，亦有街坊自發組成自衞巡更隊，護送女士歸家。當時警方已相信色魔必定極為熟悉區內環境，有可能是區內居民。
該案由皇家香港警務處總督察王永基偵緝，在案情分析時，警方發現兇手犯案後，能在極短時間內，前往不同地區的銀行提款機，以受害人的提款卡提取金錢，鎖定兇手必定是有車一族，利用車子跟蹤受害人，施暴後再駕車而逃。
警方隨後發現，接載首名受害少女之的士司機，潛意識中依稀記得事發當晚，曾有一輛私家車尾隨。警隊於是邀請政府催眠師楊志滔協助，在催眠效力下，司機能描述出該白色車是日本車，並且說出車牌中的數個號碼及車款型號，事後證實這些資料相當準確。
香港警方於是向人民入境事務處，取得過萬名市民的個人資料，利用人手逐一輸入電腦分析，再根據疑犯的簡單資料，將可疑人物收窄至數百人。警方亦在區內安排女警作「香餌」，希望引林國偉上釣。最後，林國偉因為相約案中受害人觀看電影，被警方拘捕。
當林國偉落網時，由於受害者大多是被人從後襲擊，無法認出色魔的容貌，案發時亦沒有目擊證人，香港警方法證部門當時剛引進的DNA技術，分析殘留在受害人衣物的精液，成為這宗案件確認犯案人身分的最關鍵證據。
在被捕初期，林國偉一直保持沉默，不願作供，王永基看準林國偉渴望與人傾訴的弱點，以傾談方式誘他說話。他於是將整個犯案過程和盤托出，並說招供後感到心情較舒服。1994年9月，案件開庭。期間，沒有任何親友在庭上出現。

## 判刑
林國偉在庭上承認8項強姦罪及7項行劫罪，否認餘下的3項謀殺罪，堅稱自己是錯手殺人，庭上的受害者家屬反應激烈。
辯方律師找來兩名精神科醫生替林國偉辯護，精神報告指他自幼缺乏家庭溫暖，林國偉有5兄弟姊妹，母親於林3歲時出走，父親酗酒殘暴，形成孤僻的性格，朋友極少，喜歡欺負小動物，中一輟學，愛濫交及飛車，在工作常遇挫折，感情路上常被拋棄，以酒精和毒品解決空虛，惡性循環下形成精神紊亂。
控方指，被告只是患上反社會人格的疾病，並非精神病。這宗案件原有127名證人，聆訊本需兩個月，但基於被告人認罪，聆訊縮減至5天。
陪審團一致裁定，被告3項謀殺罪成立，法官依例判處終身監禁。行劫罪每項監禁7年，同期執行。至於其餘8項強姦罪，法官認為，被告犯案時間極長，暴戾非常，對社會危害性巨大，法官罕有地重判他終身監禁，以顯示案件的嚴重程度。連同三項謀殺罪，被告共判11項終身監禁。

## 影視作品
1994年由查傳誼執導的電影《屯門色魔》描述林國偉的犯罪情節，由李家聲飾演藍國偉。
1994年無綫電視劇《新重案傳真》第四單元屯門色魔， 由林尚武飾演田文俊。
1999年由王晶執導的電影《強姦終極篇之最後羔羊》，由陳志輝飾演高尚偉。
2002年由黃子華自編自導自演的電影《一蚊鸡保镖》背景故事構思自本案，包括當中的收費護送夜歸少女服務取材自現實中屯門居民們自發組成的自衞巡更隊
。
2005年亞洲電視劇《危險人物》第11-13集屯門色魔姦十殺三， 由甄思羽飾演劉偉。
2022年無綫電視劇集《愛上我的衰神》，由許俊豪飾演竇哲人。
2024年無綫電視懸疑劇集 《異空感應》，由何啟南飾演陳正昌和李頊珩飾楊家圖。
2025年無綫電視懸疑劇集 《奪命提示》，由陳少邦飾宋耀興、黃子恆飾駱鎮華和葉泓聲飾丁逸勝等。